# 996
996 (CMXCVI) je bilo prestopno leto, ki se je po julijanskem koledarju začelo na sredo.

## Dogodki
- 1. januar

## Smrti
- 24. oktober - Hugo Capet, kralj Frankov  (* ok. 940)